# Giacomo C.
Giacomo C. – belgijsko-francuska seria komiksowa autorstwa scenarzysty Jeana Dufaux i rysownika Wernera Goelena tworzącego pod pseudonimem Griffo (rysunki), stworzona w 1987 dla czasopisma komiksowego „Vécu”, a następnie opublikowana przez wydawnictwo Glénat w 15 tomach w latach 1988–2005 i w formie dwutomowej kontynuacji w latach 2017–2018. Po polsku pierwsze dwa tomy ukazały się w 2001 i 2002 nakładem wydawnictwa Motopol – Twój Komiks, a od 2022 seria publikowana jest od początku w albumach zbiorczych przez wydawnictwo Scream Comics.

## Fabuła
Seria rozgrywa się w XVIII wieku i jest fabularyzowaną opowieścią o życiu Giacoma Casanovy, weneckiego awanturnika, podróżnika i pisarza. W rodzinnej Wenecji angażuje się w szpiegowskie intrygi, romanse i pojedynki, odkrywając mroczne tajemnice elit miasta. Jest w burzliwych relacjach z San Verre, dowódcą lokalnej policji, który szantażem zmusza go do współpracy i rozpracowywania zakonspirowanych arystokratycznych kręgów.

## Tomy
| Tom                                | Wydanie polskie              | Wydanie oryginalne                      | Uwagi                                                     |
| seria Giacomo C.                   | seria Giacomo C.             | seria Giacomo C.                        |                                                           |
| ---------------------------------- | ---------------------------- | --------------------------------------- | --------------------------------------------------------- |
| 1                                  | Maska w ustach mroku (2001)  | Le Masque dans la bouche d’ombre (1988) |                                                           |
| 2                                  | Upadek anioła (2002)         | La Chute de l’ange (1989)               |                                                           |
| 3                                  | Dama o czarnym sercu (2023)  | La Dame au cœur de suie (1990)          | Tomy ukazały się po polsku w podwójnym albumie zbiorczym. |
| 4                                  | Pan i jego sługa (2023)      | Le Maître et son valet (1991)           | Tomy ukazały się po polsku w podwójnym albumie zbiorczym. |
| 5                                  | Z miłości do kuzynki (2025)  | Pour l’amour d’une cousine (1992)       | Tomy ukazały się po polsku w podwójnym albumie zbiorczym. |
| 6                                  | Pierścień rodu Fosków (2025) | La Bague des Fosca (1993)               | Tomy ukazały się po polsku w podwójnym albumie zbiorczym. |
| 7                                  |                              | Angelina (1995)                         |                                                           |
| 8                                  |                              | La Non-belle (1996)                     |                                                           |
| 9                                  |                              | L’Heure qui tue (1998)                  |                                                           |
| 10                                 |                              | L’Ombre de la tour (1999)               |                                                           |
| 11                                 |                              | Des Lettres (2000)                      |                                                           |
| 12                                 |                              | La Fiamina (2002)                       |                                                           |
| 13                                 |                              | La Fuite (2003)                         |                                                           |
| 14                                 |                              | Boucle d’or (2004)                      |                                                           |
| 15                                 |                              | La Chanson des guenilles (2005)         |                                                           |
| seria Giacomo C. – Retour à Venise |                              |                                         |                                                           |
| 1                                  |                              | Tome 1 (2017)                           |                                                           |
| 2                                  |                              | Tome 2: Le maître d’école (2018)        |                                                           |